# Giorgio Napolitano
Giorgio Napolitano (Nàpols, 29 de juny de 1925 - Roma, 22 de setembre de 2023) fou un polític italià, 11è president de la República Italiana entre 2006 i 2015, primer i únic a ser reelegit per al càrrec i el president més longeu de la història del país. A causa de la seva dilatada carrera en la primera línia de la política italiana, és sovint sobrenomenat pels seus crítics com a Re Giorgio, «Rei Giorgio».
Membre durant dècades del Partit Comunista Italià (PCI), més tard s'uní al Partit Democràtic de l'Esquerra, el successor moderat postcomunista del PCI. Com a membre del Partit Comunista Italià va ser un destacat membre del corrent meliorista del partit, identificat com l'«ala dreta» del PCI per les seves posicions més moderades respecte a la resta del partit. Escollit per primera vegada com a diputat el 1953, Napolitano va ser un assidu des de llavors de la vida parlamentària, fins a convertir-se en president de la Cambra dels Diputats el 1992, càrrec que exercí fins al 1994. Va ser ministre de l'Interior entre 1996 i 1998 durant la presidència de Romano Prodi.
Napolitano fou nomenat senador vitalici el 2005 pel llavors president, Carlo Azeglio Ciampi. El maig de 2006 va ser triat pel parlament com a president d'Itàlia, convertint-se així en el primer i únic (ex)militant comunista en accedir al càrrec. Durant el seu primer mandat va supervisar el govern de centreesquerra liderat per Prodi i el govern de centredreta liderat per Silvio Berlusconi. El novembre de 2011, quan Berlusconi va dimitir com a primer ministre enmig de forts problemes econòmics i financers, Napolitano va convidar l'excomissari italià de la Unió Europea, Mario Monti, a formar un «gabinet de professionals no electes», un govern tecnòcrata.
L'abril de 2013, quan expirà el seu període presidencial, Napolitano va acceptar a contracor presentar-se de nou, i fou escollit novament com a president amb un ampli suport dels partits majoritaris, superant la proposta de gran coalició presentada pel primer ministre Enrico Letta, que va dimitir el febrer de 2014. Napolitano va encarregar llavors al socialdemòcrata Matteo Renzi, successor de Letta, formar un nou govern. Va dimitir del càrrec el gener de 2015, sense haver transcorregut amb prou feines la meitat del seu segon mandat.